# 上原七之助

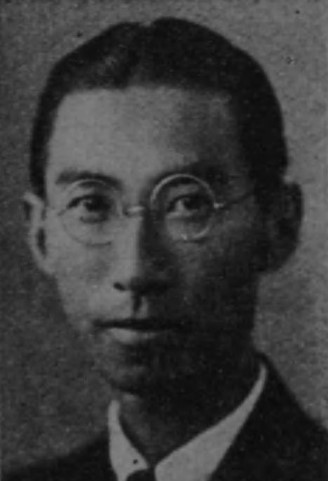
上原七之助

上原 七之助（うえはら しちのすけ、1898年（明治31年）12月27日 - 1945年（昭和20年）2月6日）は、昭和期の政治家、華族。貴族院子爵議員。

## 経歴
本籍・宮崎県。陸軍将校・上原勇作の長男として生まれる。父の死去に伴い、1933年（昭和8年）家督を継承し、1934年（昭和9年）1月15日、子爵を襲爵した。
父は七之助に軍職を進めなかったことから大学へ進み、1925年（大正14年）3月、東京帝国大学経済学部を卒業。同年、東京海上火災保険に入社。その後、南満州鉄道嘱託などを務めた。
1938年（昭和13年）9月10日、貴族院子爵議員補欠選挙で当選し、研究会に属して活動し、死去するまで二期在任した。

## 親族
- 妻：愛子（中村是公五女）[1]
- 長男：尚作（子爵）[1]
- 二女：仲子（島野卓爾夫人）[1]